# Демирташ
Демирташ (на турски: Demirtaş) е историческо село в Източна Тракия, Турция, Вилает Одрин.

## География
Селото се е намирало на 5 километра югозападно от Одрин и на 3 километра югоизточно от Караагач.

## История
В XIX век Демирташ е българско село в Одринската кааза на Одринския вилает на Османската империя. Според „Етнография на вилаетите Адрианопол, Монастир и Салоника“, издадена в Константинопол в 1878 година и отразяваща статистиката на населението от 1873 година, Демердеш (Demerdech) има 35 домакинства и 134 българи и 55 гърци.
Според статистиката на професор Любомир Милетич в 1912 година в селото живеят 92 български екзархийски семейства.